# 福井大仏

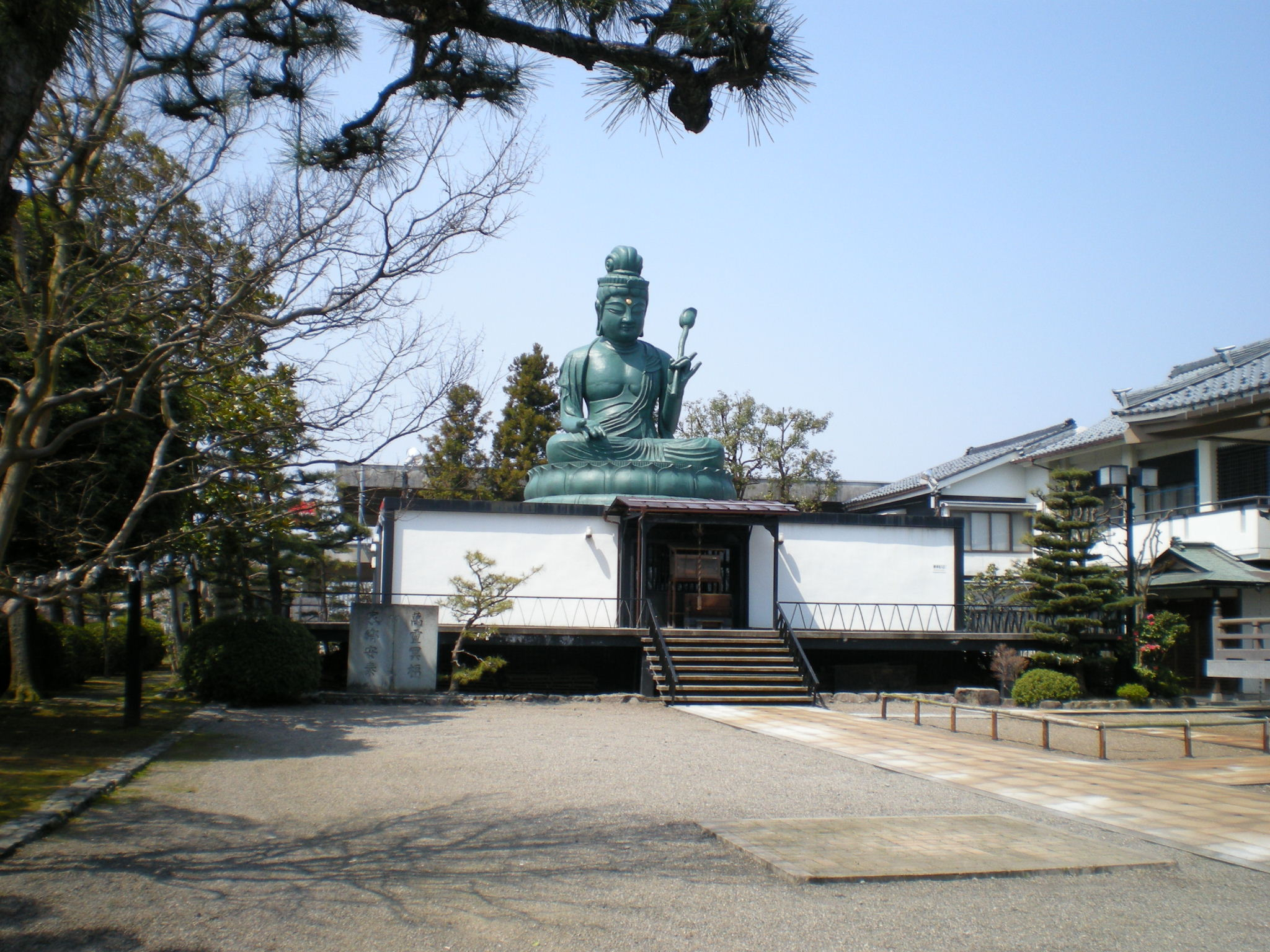
福井大仏

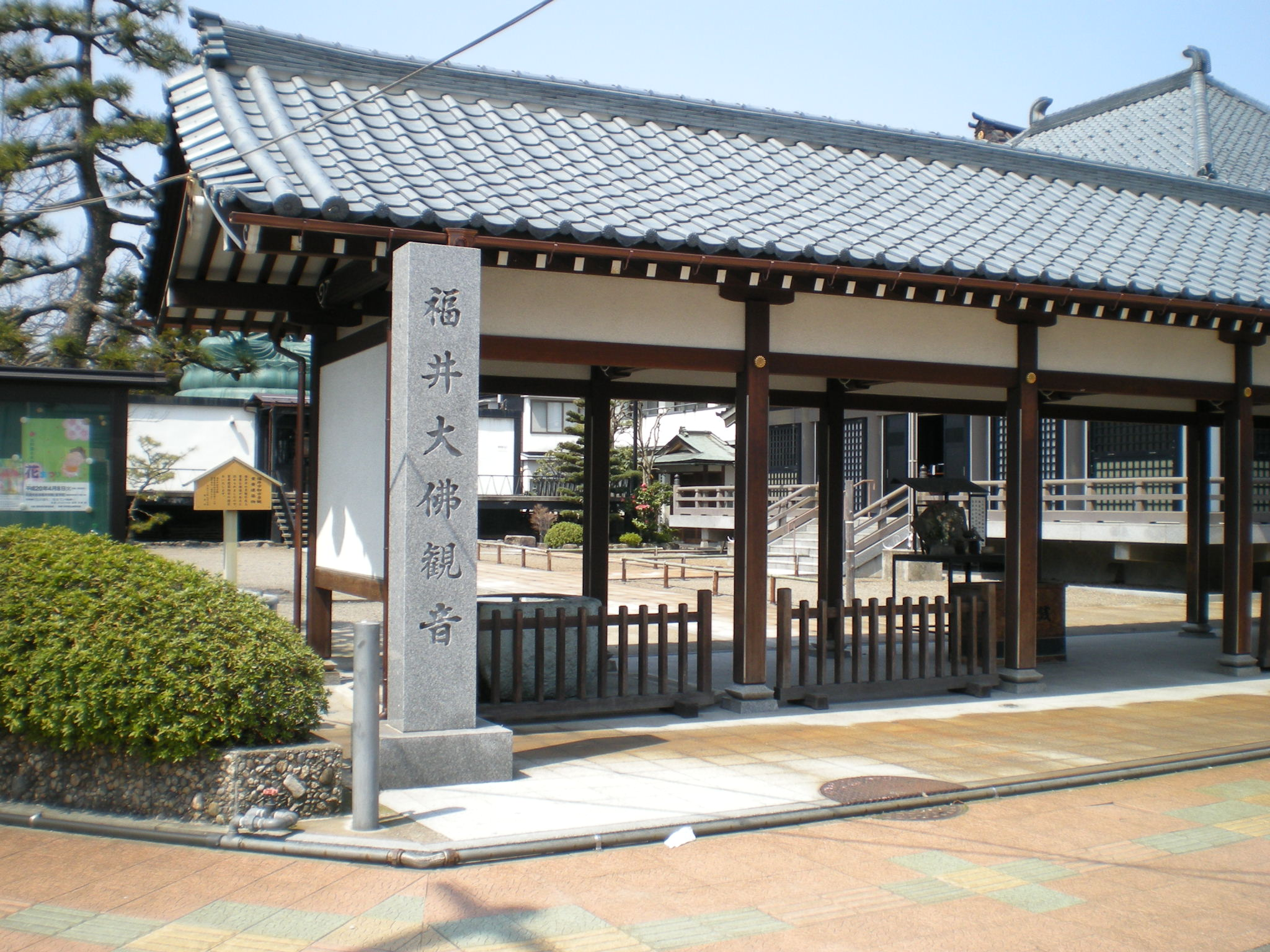
福井大仏

福井大仏（ふくいだいぶつ）は、福井県福井市花月にある金銅製の聖観音菩薩坐像である。本坊は西山光照寺（天台宗）。

## 概要
- 像高は、約7mで台座を含めると約8mとなる。
- 西山光照寺及び大仏は元々一乗谷にあったが、江戸時代に福井市内に移されたものである。

## 歴史
- 戦国時代に朝倉氏により一乗谷に石造の大仏として建立された。
- 1691年（元禄4年）　光照寺とともに現在地に移転した。
- 1958年（昭和33年）　戦災と震災の被害を受け破損したため、現在の金銅製の大仏として作り直された。

福井大仏は元はこの場所から南約八十メートルにあたる天台宗光照寺の境内にあった、石大仏の名で呼ばれた石造りの大仏であったが、昭和二十年７月の福井空襲の戦禍および昭和二十三年６月の福井地震によって損壊した。昭和三十三年、光照寺の移転と共に再建された。
石大仏の由緒は古く、最初の石大仏は光照寺と共に、福井市の近郊朝倉家の旧城下であった一乗谷に存在し、一千余年前の弘法大師の自作と言い伝えられる伽羅木の聖観音像をその胎内に納めていたと伝わる。
在所の住民により厚く信仰され、また領主であった朝倉家隆盛の頃はその帰依も深かったと伝わる。
四百年前の朝倉家の滅亡の際、兵火により寺域を焼失したが、大仏および胎内の聖観音像は損失を免れた。
慶長11年(1606年)、光照寺移転に伴い石大仏も移転された。しかし安政元年の大火で寺は消失した。のち再建は成ったが、明治三十五年の大火で焼け落ちた。
これら数度の災禍および、戦災と震災を経たが、大仏胎内の聖観音像はその都度難を免れた。これを安置し再建されたのが、現在の福井大仏および仏殿、庫裡であるとされる。

## 所在地
- 福井県福井市花月1-1-26